# IndyCar Series 2006
Le championnat IndyCar Series 2006 est remporté par le pilote américain Sam Hornish Jr. sur une Dallara-Honda du Team Penske.

## Contexte
General Motors (Chevrolet) et Toyota ayant abandonné le championnat, Honda se retrouve seul motoriste engagé, ce qui rend l'équilibre financier de la discipline précaire. La situation de monopole d'Honda n'aboutit pas au rééquilibrage des forces escompté. Handicapés lors des deux saisons précédentes par des blocs Toyota peu performants, Ganassi et surtout Penske écrasent le championnat.
Comme lors du championnat inaugural, deux pilotes terminent la saison premier ex æquo. Mais contrairement à 1996, le règlement a pris en compte un tel cas de figure, et Sam Hornish Jr. est déclaré champion devant Dan Wheldon au bénéfice du plus grand nombre de victoires.
La manche d'ouverture de la saison à Miami-Homestead est endeuillée par la mort du pilote américain Paul Dana, victime d'un accident lors des derniers essais libres.

## Courses de la saison 2006
| Date         | Course                            | Circuit                         | Vainqueur         | Voiture       | Écurie                |
| 26 mars      | Toyota Indy 300                   | Homestead-Miami Speedway        | Dan Wheldon       | Dallara-Honda | Chip Ganassi Racing   |
| 2 avril      | Honda Grand Prix of St.Petersburg | St. Petersburg                  | Hélio Castroneves | Dallara-Honda | Team Penske           |
| 22 avril     | Indy Japan 300                    | Twin Ring Motegi                | Hélio Castroneves | Dallara-Honda | Team Penske           |
| 28 mai       | Indianapolis 500                  | Indianapolis Motor Speedway     | Sam Hornish Jr.   | Dallara-Honda | Team Penske           |
| 4 juin       | Watkins Glen Indy Grand Prix      | Watkins Glen                    | Scott Dixon       | Dallara-Honda | Chip Ganassi Racing   |
| 10 juin      | Bombardier Learjet 500            | Texas Motor Speedway            | Hélio Castroneves | Dallara-Honda | Team Penske           |
| 24 juin      | SunTrust Indy                     | Richmond International Raceway  | Sam Hornish Jr.   | Dallara-Honda | Team Penske           |
| 2 juillet    | Kansas Lottery Indy 300           | Kansas Speedway                 | Sam Hornish Jr.   | Dallara-Honda | Team Penske           |
| 15 juillet   | Firestone Indy 200                | Nashville Superspeedway         | Scott Dixon       | Dallara-Honda | Chip Ganassi Racing   |
| 23 juillet   | ABC Supply Company A. J. Foyt 225 | Milwaukee Mile                  | Tony Kanaan       | Dallara-Honda | Andretti Green Racing |
| 30 juillet   | Firestone Indy 400                | Michigan International Speedway | Hélio Castroneves | Dallara-Honda | Team Penske           |
| 13 août      | Meijer Indy 300                   | Kentucky Speedway               | Sam Hornish Jr.   | Dallara-Honda | Team Penske           |
| 27 août      | Indy Grand Prix of Sonoma         | Infineon Raceway                | Marco Andretti    | Dallara-Honda | Andretti Green Racing |
| 10 septembre | Peak Antifreeze Indy 300          | Chicagoland Speedway            | Dan Wheldon       | Dallara-Honda | Chip Ganassi Racing   |

## Classement des pilotes
| Classement | Pilote            | Pays               | Voiture                   | Écurie            | Nombre de points |
| ---------- | ----------------- | ------------------ | ------------------------- | ----------------- | ---------------- |
| 1er        | Sam Hornish Jr.   | États-Unis         | Dallara-Honda             | Penske            | 475              |
| 2e         | Dan Wheldon       | Royaume-Uni        | Dallara-Honda Panoz-Honda | Ganassi           | 475              |
| 3e         | Hélio Castroneves | Brésil             | Dallara-Honda             | Penske            | 473              |
| 4e         | Scott Dixon       | Nouvelle-Zélande   | Dallara-Honda Panoz-Honda | Ganassi           | 460              |
| 5e         | Vitor Meira       | Brésil             | Dallara-Honda             | Panther           | 407              |
| 6e         | Tony Kanaan       | Brésil             | Dallara-Honda             | Andretti-Green    | 388              |
| 7e         | Marco Andretti    | États-Unis         | Dallara-Honda             | Andretti-Green    | 325              |
| 8e         | Dario Franchitti  | Royaume-Uni        | Dallara-Honda             | Andetti-Green     | 311              |
| 9e         | Danica Patrick    | États-Unis         | Panoz-Honda Dallara-Honda | Rahal-Letterman   | 302              |
| 10e        | Tomas Scheckter   | Afrique du Sud     | Dallara-Honda             | Vision            | 298              |
| 11e        | Scott Sharp       | États-Unis         | Dallara-Honda Panoz-Honda | Fernandez         | 291              |
| 12e        | Bryan Herta       | États-Unis         | Dallara-Honda             | Andretti-Green    | 289              |
| 13e        | Kosuke Matsuura   | Japon              | Dallara-Honda             | Aguri-Fernandez   | 273              |
| 14e        | Ed Carpenter      | États-Unis         | Dallara-Honda             | Vision            | 250              |
| 15e        | Buddy Rice        | États-Unis         | Panoz-Honda Dallara-Honda | Rahal-Letterman   | 234              |
| 16e        | Jeff Simmons (en) | États-Unis         | Panoz-Honda Dallara-Honda | Rahal-Letterman   | 215              |
| 17e        | Felipe Giaffone   | Brésil             | Dallara-Honda             | Foyt              | 142              |
| 18e        | Buddy Lazier      | États-Unis         | Dallara-Honda             | Dreyer & Reinbold | 122              |
| 19e        | Eddie Cheever     | États-Unis         | Dallara-Honda             | Cheever           | 114              |
| 20e        | Jeff Bucknum      | États-Unis         | Dallara-Honda             | Foyt              | 97               |
| 21e        | Ryan Briscoe      | Australie          | Dallara-Honda             | Dreyer & Reinbold | 83               |
| 22e        | P.J. Chesson      | États-Unis         | Dallara-Honda             | Hemelgarn         | 54               |
| 23e        | Marty Roth        | Canada             | Dallara-Honda             | Roth              | 36               |
| 24e        | Michael Andretti  | États-Unis         | Dallara-Honda             | Andretti-Green    | 35               |
| 25e        | Sarah Fisher      | États-Unis         | Dallara-Honda             | Dreyer & Reinbold | 32               |
| 26e        | Max Papis         | Italie             | Dallara-Honda             | Cheever           | 16               |
| 27e        | Roger Yasukawa    | États-Unis         | Panoz-Honda               | Playa del Racing  | 14               |
| 28e        | A.J. Foyt IV      | États-Unis         | Dallara-Honda             | Andretti-Green    | 14               |
| 29e        | Jaques Lazier     | États-Unis         | Panoz-Honda               | Playa del Racing  | 13               |
| 30e        | Al Unser Jr.      | États-Unis         | Dallara-Honda             | Dreyer & Reinbold | 12               |
| 31e        | Roberto Moreno    | Brésil             | Dallara-Honda             | Vision            | 12               |
| 32e        | Tomáš Enge        | République tchèque | Dallara-Honda             | Cheever           | 12               |
| 33e        | Townsend Bell     | États-Unis         | Dallara-Honda             | Vision            | 12               |
| 34e        | P.J. Jones        | États-Unis         | Panoz-Honda               | Leader            | 12               |
| 35e        | Airton Daré       | Brésil             | Panoz-Honda               | Sam Schmidt       | 12               |
| 36e        | Arie Luyendyk Jr. | Pays-Bas           | Panoz-Honda               | Luyendyk          | 10               |
| 37e        | Stéphan Grégoire  | France             | Panoz-Honda               | Leader            | 10               |
| 38e        | Larry Foyt        | États-Unis         | Dallara-Honda             | Foyt              | 10               |
| 39e        | Thiago Medeiros   | Brésil             | Panoz-Honda               | PDM               | 10               |
| 40e        | Paul Dana         | États-Unis         | Panoz-Honda               | Rahal-Letterman   | 6                |

Sur fond vert, le meilleur débutant de l'année (rookie of the year).